# Bernard Koziróg
Bernard Koziróg (ur. 1955) – polski teolog adwentystyczny, autor licznych książek, w tym podręczników z historii filozofii, historii adwentyzmu i przewodnika do Ziemi Świętej. Doktor honoris causa Państwowego Uniwersytetu w Krasnodarze. Wieloletni wykładowca Wyższej Szkoły Teologiczno-Humanistycznej im. Michała Beliny-Czechowskiego.

## Kariera naukowa
W roku 1988 ukończył studia teologiczne na Chrześcijańskiej Akademii Teologicznej w Warszawie, w 1990 obronił doktorat, uzyskując stopień doktora nauk teologicznych. Jego promotorem był Zachariasz Łyko, a recenzentami Marian Bendza oraz Zygmunt Poniatowski.
W roku 1996 na podstawie pracy „Ellen White – współzałożyciel Kościoła Adwentystów DS (studium monograficzne)” otrzymał stopień doktora habilitowanego na Wydziale Teologicznym Akademii Teologii Katolickiej, uzyskując stopień doktor habilitowany nauk teologicznych, w specjalności teologia ekumeniczna.
24 lutego 2009 Senat Państwowego Uniwersytetu w Krasnodarze przyznał Kozirogowi doktorat honoris causa, za wybitne osiągnięcia w nauce. Koziróg odebrał dyplom 20 marca.
Był rektorem Wyższej Szkoły Teologiczno-Humanistycznej im. Michała Beliny-Czechowskiego (WSTH) w Podkowie Leśnej. 17 grudnia 2011 Rada Kościoła odwołała go z funkcji rektora. Odtąd jest kierownikiem Międzyinstytutowego Zakładu Historii Kościoła i Krajów Biblijnych działającym przy WSTH. Prowadzi prace badawcze w zakresie zagadnień historii ugrupowań religijnych oraz historii i kultury krajów biblijnych. Pracował też na Uniwersytecie Jana Kochanowskiego w Kielcach, gdzie wykładał filozofię w Instytucie Filologii Polskiej (do roku 2012).

## Podejrzenie o plagiat
Marek Wroński – po anonimowym donosie – sprawdził pracę doktorską Bernarda Koziroga i wyraził opinię, że jego doktorat jest w znacznej części plagiatem książki „Michał Belina Czechowski 1818–1876”, wydanej przez „Znaki Czasu” w 1979 roku. W listopadzie 2010 roku Centralna Komisja ds. Stopni i Tytułów potwierdziła, że praca doktorska Koziroga jest w znacznej części kopią książki „Michał Belina Czechowski 1818–1876”. Według Koziroga zapożyczenia dosłowne stanowią tylko około 5% całej pracy, a wszystko jest cytowane i potwierdzone przypisami. Według Tadeusza Zielińskiego, dziekana wydziału teologicznego ChAT, około 70% pracy stanowią zapożyczenia, cytaty, oraz przykłady niewłaściwego wykorzystania tekstu.
Marek Wroński zarzuca ponadto, że w dorobku naukowym Koziroga jest co najmniej kilka książek, w których dopuścił się autoplagiatów, „przepisując po kilkadziesiąt stron z jednej książki do drugiej i wydając drugą pod nowym tytułem”.
Koziróg po ujawnieniu plagiatu otworzył przewód doktorski na Uniwersytecie Przyrodniczo-Humanistycznym w Siedlcach. 23 lutego 2011 firma Plagiat.pl wydała ekspertyzę (na prośbę WSTH), w której broni doktoratu Koziroga i stwierdza, że Koziróg prawidłowo cytuje i oznacza inne teksty, a praca została napisana samodzielnie. Ekspertyza nie miała mocy prawnej. Sebastian Kawczyński, prezes firmy Plagiat.pl odwołał wkrótce tę ekspertyzę. 15 grudnia 2011 roku Rada Wydziału Teologicznego ChAT unieważniła nadany mu w 1990 roku stopień doktora teologii.
Koziróg odwołał się do WSA w Warszawie z powodu decyzji Centralnej Komisji. 4 marca 2013 WSA oddalił skargę, a Koziróg odwołał się do Naczelnego Sądu Administracyjnego. 15 października 2013 roku NSA uchylił zaskarżony wyrok i skierował sprawę do ponownego rozpatrzenia.

## Collegium Humanum
Koziróg został zatrudniony w Collegium Humanum, gdzie pełnił rolę rekrutera. Pomagał m.in. Michałowi Kołodziejczakowi w szybkim uzyskaniu dyplomu licencjata, za co miał otrzymać zapłatę w wysokości 4 000 zł. 12 maja 2025 r.oku Koziróg został zatrzymany przez CBA. Został oskarżony o wystawianie fałszywych dokumentów akademickich i przyjmowanie łapówek. Po aresztowaniu prokurator nałożył na Koziroga poręczenie majątkowe w wysokości 200 000 PLN, zakaz kontaktowania się z określonymi osobami, zakaz opuszczania kraju oraz zakaz wykonywania zawodu nauczyciela. 

## Publikacje
- Ksiądz Michał Belina-Czechowski. Warszawa: Znaki Czasu, 1992. ISBN 83-85182-23-3. Brak numerów stron w książce
- Wędrówki po Ziemi Świętej. Warszawa: Znaki Czasu, 1991. ISBN 83-85182-14-4. Brak numerów stron w książce
- Duszpasterstwo i diakonat w Kościele Adwentystów Dnia Siódmego, Chrześcijański Instytut Wydawniczy „Znaki Czasu”, Warszawa 1999
- Izrael. Historia, religia, archeologia. Podkowa Leśna: Instytut Krajów Biblijnych, 2003. ISBN 83-917022-1-9. Brak numerów stron w książce
- Wybrane zagadnienia z historii filozofii starożytnej i średniowiecznej. Kielce: Wydawnictwo Akademii Świętokrzyskiej, 2004. ISBN 83-7133-238-6. Brak numerów stron w książce
- Wybrane zagadnienia z historii filozofii nowożytnej. Kielce: Wydawnictwo Akademii Świętokrzyskiej im. Jana Kochanowskiego, 2005. ISBN 83-7133-273-4. Brak numerów stron w książce
- Problemy organizacyjne wczesnego adwentyzmu. Podkowa Leśna: Wydawnictwo Signa Temporis, 2005. ISBN 83-921506-0-0. Brak numerów stron w książce
- Wybrane zagadnienia z historii filozofii współczesnej. Kielce: Wydawnictwo Akademii Świętokrzyskiej im. Jana Kochanowskiego, 2006. ISBN 83-7133-314-5. Brak numerów stron w książce